# Elliott Ridge
L'Elliott Ridge (in lingua inglese: Dorsale di Elliott) è una dorsale montuosa a forma di uncino, lunga 15 km, che si sviluppa in direzione ovest a partire dal Wiens Peak, nella parte meridionale del Neptune Range, che fa parte dei Monti Pensacola in Antartide. 
La dorsale è stata mappata dallo United States Geological Survey (USGS) sulla base di rilevazioni e foto aeree scattate dalla U.S. Navy nel periodo 1956-66.
La denominazione è stata assegnata dall'Advisory Committee on Antarctic Names (US-ACAN) in onore del capitano James Elliott, comandante del rompighiaccio USS Staten Island che aveva aperto la via attraverso il Mar di Weddel alla nave da cargo USS Wyandot che trasportava le attrezzature per costruire la Stazione Ellsworth, sulla Piattaforma di ghiaccio Filchner-Ronne nell'estate 1957.